# 星野力 (工学者)
星野 力（ほしの つとむ、1938年 - ）は、日本の工学者。専門は計算機科学、人工生命。
1965年、京都大学大学院博士課程修了。京都大学原子エネルギー研究所助教授を経て、1980年筑波大学機能工学系・工学システム学類助教授、のち教授。退官後、同大学名誉教授。趣味のSFと先端科学技術を結びつけた総合科目の講義「科学技術とSF」を行った。

## 著作
- PAXコンピュータ : 高並列処理と科学計算 星野力 編著 オーム社 1985
- はやわかりシステムの世界 星野力 著 共立出版 1993
- 創発的計算にもとづく生命・知能・機能・芸術の新しい展開 星野, 力, 筑波大学 1994
- 人工生命の夢と悩み : コンピュータの中の知能と行動の進化 星野力 編著 裳書房 1994 (ポピュラー・サイエンス)
- 誰がどうやってコンピュータを創ったのか? 星野力 著 共立出版 1995
- 進化論は計算しないとわからない : 人工生命白書 星野力 著 共立出版 1998
- ロボットにつけるクスリ : 誤解だらけのコンピュータサイエンス 星野力 著 アスキー 2000
- 甦るチューリング : コンピュータ科学に残された夢 星野力 著 NTT出版 2002
- チューリングを受け継ぐ : 論理と生命と死 星野力 著 勁草書房 2009